# Wappen der Nordwest-Territorien
Das Wappen der Nordwest-Territorien wurde am 7. Februar 1957 den Nordwest-Territorien in Kanada durch Königin Elisabeth II. verliehen.
Der Wappenschild ist durch Wellenschnitt schrägrechts geteilt von Rot und Grün, oben der silberne Kopf eines Polarfuchses, unten übersät mit goldenen Barren; im durch Zickzackschnitt abgeteilten silbernen Schildhaupt ein blauer Wellenbalken.
Rot steht für die Tundra im Norden, Grün für die bewaldeten Regionen im Süden; die Trennlinie symbolisiert die Baumgrenze. Die Goldbarren im grünen Feld und der Kopf eines Polarfuchses im roten Feld repräsentieren Bodenschätze und Pelze, die Grundlage des Reichtums der Region. Das Schildhaupt stellt die Nordwestpassage durch das polare Packeis dar.
Das Helmkleinod über dem silber-roten Helmwulst besteht aus einer Windrose, flankiert von zwei nach außen gerichteten goldenen Narwalen.